# Contea di Busto Arsizio
La contea di Busto Arsizio fu una contea istituita da Ludovico il Moro il 21 giugno 1488. Prima che Busto Arsizio diventasse contea, era governata da Giovanni Borromeo. Vista l'importanza che il borgo aveva conquistato all'epoca, egli subordinò politicamente e giuridicamente Legnano a Busto Arsizio, ed istituì il tribunale nel borgo bustocco. In pratica, Busto Arsizio divenne capoluogo dell'area.
Il Palazzo Marliani-Cicogna, oggi adibito a biblioteca comunale e a museo, era la residenza dei conti di Busto Arsizio.

## Elenco dei conti di Busto Arsizio
- Galeazzo Visconti (figlio di Guidone, nominato conte del contado di Busto Arsizio da Gian Galeazzo Maria Sforza il 21 giugno 1488)[2][3][4]

Il feudo passò poi alla Camera Ducale
- Giovanni delle Bande Nere (il 1º ottobre 1524 ricevetti in dono da Francesco II Sforza il feudo di Busto Arsizio)[5][6]
- Luigi Visconti (figlio di Galeazzo, fino al 29 giugno 1564)[6][7]

Il feudo passò poi alla Camera Ducale in quanto Luigi Visconti non ebbe figli maschi e il fratello minore Francesco era già deceduto
- Paolo Camillo Marliani (ottenne il feudo dalla Camera Ducale per la somma di 31 500 lire imperiali il 12 marzo 1573 e fece il suo ingresso in città come feudatario il 3 aprile 1573; fu conte dal 23 marzo 1579 al settembre 1617)[8]
- Antonio Marliani (quarto figlio di Paolo Camillo)[9]
- Luigi Marliani (primogenito di Paolo Camillo, dal 1613 al 1630)[10][11]
- Carlo Marliani[10] (figlio di Francesco, terzogenito di Paolo Camillo; fu conte dal 24 giugno 1630 al 1653)[12]

A seguito dell'omicidio commesso dal conte Carlo Marliani nei confronti della moglie Antonia della Pusterla, il feudo fu confiscato e successivamente restituito ai figli
- Paolo Camillo Marliani (primogenito di Carlo; fu conte dal 1653 fino al 20 novembre 1689)
- Gerolamo Marliani (figlio di Pietro Antonio Marliani, fratello di Paolo Camillo)
- Luigi Marliani (terzogenito di Carlo; fu conte fino al 24 agosto 1694)
- Pietro Antonio Marliani (secondogenito di Carlo; fu conte fino al 30 luglio 1708)
- Giovanni Raimondo Marliani (primogenito di Pietro Antonio)
- Carlo Marliani (primogenito di Giovanni Raimondo)
- Paolo Camillo Marliani (fratello di Carlo e secondogenito di Giovanni Raimondo; fu conte dal 1768 fino all'aprile 1778)[14]
- Giuseppe Gambarana (figlio di Anna Marliani, primogenita di Carlo; fu conte dal 24 settembre 1779)[14][15]
- Girolamo Gambarana (dal 7 ottobre 1781 come tutore del figlio Giuseppe avuto con Anna Marliani)[15]
- Giuseppe Gambarana (dalla morte del padre, nel 1788, al 1796)

Giuseppe Gambarana fu l'ultimo feudatario di Busto Arsizio: perse il feudo nel 1796 in seguito all'arrivo dei francesi di Napoleone Bonaparte. Il palazzo sede della residenza dei conti fu acquistato da Francesco Leopoldo Cicogna Mozzoni nel 1799 (da qui il nome di palazzo Marliani-Cicogna) e lo cedette, alla sua morte, al comune di Busto Arsizio.

## Discendenze dei conti Visconti, Marliani e Gambarana
Negli schemi seguenti i feudatari e conti di Busto Arsizio sono riportati in grassetto. L'asterisco (*) indica la data di nascita; l'obelisco (†) indica la data di morte; il simbolo ⚭ indica il o la consorte.

### Famiglia Visconti
|                                 |                                                   |                                                   |                                                                       |                                                                       |                     |                                                               |                                                         |                                                         |                                                   |                    |                     |                                                                          |                                                                          |                                         |                                           |                                           |                                             |                                             |
|                                 |                                                   |                                                   |                                                                       |                                                                       |                     | Guido Visconti †post1477 1 ⚭ Eleonora Roero 2 ⚭ Leta Manfredi |                                                         |                                                         |                                                   |                    |                     |                                                                          |                                                                          |                                         |                                           |                                           |                                             |                                             |
|                                 |                                                   |                                                   |                                                                       |                                                                       |                     |                                                               |                                                         |                                                         |                                                   |                    |                     |                                                                          |                                                                          |                                         |                                           |                                           |                                             |                                             |
|                                 |                                                   |                                                   |                                                                       |                                                                       |                     |                                                               |                                                         |                                                         |                                                   |                    |                     |                                                                          |                                                                          |                                         |                                           |                                           |                                             |                                             |
| 1 Princivalle ⚭ Ippolita Biglia | 1 Princivalle ⚭ Ippolita Biglia                   |                                                   | 2 Antonio (feudatario di Lonate Pozzolo) ⚭ Maddalena Trivulzio (1492) | 2 Antonio (feudatario di Lonate Pozzolo) ⚭ Maddalena Trivulzio (1492) |                     | 2 Tebaldo ⚭ Caterina Sanseverino                              | 2 Tebaldo ⚭ Caterina Sanseverino                        |                                                         |                                                   |                    |                     | 2 Galeazzo *1460 †1531 1 ⚭ Antonia Mauruzi da Tolentino 2 ⚭ Caterina May | 2 Galeazzo *1460 †1531 1 ⚭ Antonia Mauruzi da Tolentino 2 ⚭ Caterina May |                                         |                                           |                                           |                                             |                                             |
|                                 |                                                   |                                                   |                                                                       |                                                                       |                     |                                                               |                                                         |                                                         |                                                   |                    |                     |                                                                          |                                                                          |                                         |                                           |                                           |                                             |                                             |
|                                 |                                                   |                                                   |                                                                       |                                                                       |                     |                                                               |                                                         |                                                         |                                                   |                    |                     |                                                                          |                                                                          |                                         |                                           |                                           |                                             |                                             |
| quattro figli                   | quattro figli                                     | Anna *1499 †1538 ⚭ Francesco Sfondrati            | Anna *1499 †1538 ⚭ Francesco Sfondrati                                | altri tredici figli                                                   | altri tredici figli | quattro figli                                                 | quattro figli                                           | 1 Veronica *1498 †1519 ⚭ Federico Borromeo (1509)       | 1 Veronica *1498 †1519 ⚭ Federico Borromeo (1509) |                    |                     | 1 Isabella ⚭ Giovanni Giacomo Gallarati                                  | 1 Isabella ⚭ Giovanni Giacomo Gallarati                                  |                                         | 1 Chiara †post1523 ⚭Pietro della Pusterla | 1 Chiara †post1523 ⚭Pietro della Pusterla | 2 Luigi ⚭ Lucia Trivulzio                   | 2 Luigi ⚭ Lucia Trivulzio                   |
|                                 |                                                   |                                                   |                                                                       |                                                                       |                     |                                                               |                                                         |                                                         |                                                   |                    |                     |                                                                          |                                                                          |                                         |                                           |                                           |                                             |                                             |
|                                 |                                                   |                                                   |                                                                       |                                                                       |                     |                                                               |                                                         |                                                         |                                                   |                    |                     |                                                                          |                                                                          |                                         |                                           |                                           |                                             |                                             |
|                                 | Niccolò Sfondrati (Papa Gregorio XIV) *1535 †1591 | Niccolò Sfondrati (Papa Gregorio XIV) *1535 †1591 | altri cinque figli                                                    | altri cinque figli                                                    |                     |                                                               | Giberto Borromeo *1511 †1558 ⚭ Margherita Medici (1529) | Giberto Borromeo *1511 †1558 ⚭ Margherita Medici (1529) | altri cinque figli                                | altri cinque figli | Francesco Gallarati | Francesco Gallarati                                                      | Guido Gallarati ⚭ Cristina Pozzobonelli                                  | Guido Gallarati ⚭ Cristina Pozzobonelli | quattro figli                             | quattro figli                             | Anna *1557 †1617 ⚭ Giacomo Antonio Arconati | Anna *1557 †1617 ⚭ Giacomo Antonio Arconati |
|                                 |                                                   |                                                   |                                                                       |                                                                       |                     |                                                               |                                                         |                                                         |                                                   |                    |                     |                                                                          |                                                                          |                                         |                                           |                                           |                                             |                                             |
|                                 |                                                   |                                                   |                                                                       |                                                                       |                     |                                                               |                                                         |                                                         |                                                   |                    |                     |                                                                          |                                                                          |                                         |                                           |                                           |                                             |                                             |
|                                 |                                                   |                                                   |                                                                       |                                                                       |                     | San Carlo Borromeo *1538 †1584                                | San Carlo Borromeo *1538 †1584                          | altri cinque figli                                      | altri cinque figli                                |                    |                     |                                                                          | due figli                                                                | due figli                               |                                           |                                           | sette figli                                 | sette figli                                 |

### Famiglia Marliani
|                                             |                                             |                                     |                                     |                                                            |                                                                        |                                                                        |                                                  |                                                               | | |                                                        |                                                                                             |                                                                                             |                                                     |                                                                                  |                                                                                  |                          |                          |         |         |
|                                             |                                             |                                     |                                     |                                                            |                                                                        |                                                                        |                                                  |                                                               | | |                                                        |                                                                                             | Castello Marliani                                                                           |                                                     |                                                                                  |                                                                                  |                          |                          |         |         |
|                                             |                                             |                                     |                                     |                                                            |                                                                        |                                                                        |                                                  |                                                               | | |                                                        |                                                                                             |                                                                                             |                                                     |                                                                                  |                                                                                  |                          |                          |         |         |
|                                             |                                             |                                     |                                     |                                                            |                                                                        |                                                                        |                                                  |                                                               | | |                                                        |                                                                                             |                                                                                             |                                                     |                                                                                  |                                                                                  |                          |                          |         |         |
|                                             |                                             |                                     |                                     |                                                            |                                                                        |                                                                        |                                                  |                                                               | | Giovanni *1420 †1483                                                                                   | Giovanni *1420 †1483                                   |                                                                                             |                                                                                             |                                                     |                                                                                  |                                                                                  | Daniele                  | Daniele                  |         |         |
|                                             |                                             |                                     |                                     |                                                            |                                                                        |                                                                        |                                                  |                                                               | | |                                                        |                                                                                             |                                                                                             |                                                     |                                                                                  |                                                                                  |                          |                          |         |         |
|                                             |                                             |                                     |                                     |                                                            |                                                                        |                                                                        |                                                  |                                                               | | |                                                        |                                                                                             |                                                                                             |                                                     |                                                                                  |                                                                                  |                          |                          |         |         |
|                                             |                                             |                                     |                                     |                                                            |                                                                        |                                                                        |                                                  | Paolo †post 1526 ⚭ Ippolita Landriani                         | Paolo †post 1526 ⚭ Ippolita Landriani                                                                  | Gerolamo                                                                                               | Gerolamo                                               | Pietro Antonio †1495                                                                        | Pietro Antonio †1495                                                                        |                                                     |                                                                                  |                                                                                  | Luigi *1484 †1521        | Luigi *1484 †1521        |         |         |
|                                             |                                             |                                     |                                     |                                                            |                                                                        |                                                                        |                                                  |                                                               | | |                                                        |                                                                                             |                                                                                             |                                                     |                                                                                  |                                                                                  |                          |                          |         |         |
|                                             |                                             |                                     |                                     |                                                            |                                                                        |                                                                        |                                                  |                                                               | | |                                                        |                                                                                             |                                                                                             |                                                     |                                                                                  |                                                                                  |                          |                          |         |         |
|                                             |                                             |                                     |                                     |                                                            | Giovanni Gerolamo                                                      | Giovanni Gerolamo                                                      | Giovanni Francesco                               | Giovanni Francesco                                            | Pietro Antonio *1514 †1594 ⚭ Cornelia Rajnoldi                                                         | Pietro Antonio *1514 †1594 ⚭ Cornelia Rajnoldi                                                         | Teodosio                                               | Teodosio                                                                                    |                                                                                             |                                                     | Giovanni Antonio ⚭ Barbara Visconti Borromeo                                     | Giovanni Antonio ⚭ Barbara Visconti Borromeo                                     | Pietro Antonio †post1548 | Pietro Antonio †post1548 | Daniele | Daniele |
|                                             |                                             |                                     |                                     |                                                            |                                                                        |                                                                        |                                                  |                                                               | | |                                                        |                                                                                             |                                                                                             |                                                     |                                                                                  |                                                                                  |                          |                          |         |         |
|                                             |                                             |                                     |                                     |                                                            |                                                                        |                                                                        |                                                  |                                                               | | |                                                        |                                                                                             |                                                                                             |                                                     |                                                                                  |                                                                                  |                          |                          |         |         |
|                                             |                                             |                                     |                                     |                                                            | Paolo Camillo †1617 ⚭ Giulia Martinengo                                | Paolo Camillo †1617 ⚭ Giulia Martinengo                                |                                                  |                                                               | Giulia ⚭ Cesare Visconti Borromeo                                                                      | Giulia ⚭ Cesare Visconti Borromeo                                                                      |                                                        |                                                                                             | Ottavia ⚭ Gian Giacomo Teodoro Trivulzio                                                    | Ottavia ⚭ Gian Giacomo Teodoro Trivulzio            | nove figli                                                                       | nove figli                                                                       |                          |                          |         |         |
|                                             |                                             |                                     |                                     |                                                            |                                                                        |                                                                        |                                                  |                                                               | | |                                                        |                                                                                             |                                                                                             |                                                     |                                                                                  |                                                                                  |                          |                          |         |         |
|                                             |                                             |                                     |                                     |                                                            |                                                                        |                                                                        |                                                  |                                                               | | |                                                        |                                                                                             |                                                                                             |                                                     |                                                                                  |                                                                                  |                          |                          |         |         |
| Luigi *1567 †1630 ⚭ Antonia Marliani (1616) | Luigi *1567 †1630 ⚭ Antonia Marliani (1616) | Giovanni *1569 †1624                | Giovanni *1569 †1624                | Francesco *1573 †1607ca ⚭ Giulia Visconti Aicardi (1600)   | Francesco *1573 †1607ca ⚭ Giulia Visconti Aicardi (1600)               | Antonio                                                                | Antonio                                          | Gerolamo *1581 †1602                                          | Gerolamo *1581 †1602                                                                                   | Clara                                                                                                  | Clara                                                  | Carlo Emanuele Teodoro Trivulzio *1565 †1605                                                | Carlo Emanuele Teodoro Trivulzio *1565 †1605                                                | altri quattro figli                                 | altri quattro figli                                                              |                                                                                  |                          |                          |         |         |
|                                             |                                             |                                     |                                     |                                                            |                                                                        |                                                                        |                                                  |                                                               | | |                                                        |                                                                                             |                                                                                             |                                                     |                                                                                  |                                                                                  |                          |                          |         |         |
|                                             |                                             |                                     |                                     |                                                            |                                                                        |                                                                        |                                                  |                                                               | | |                                                        |                                                                                             |                                                                                             |                                                     |                                                                                  |                                                                                  |                          |                          |         |         |
| Paola Camilla †1685                         | Paola Camilla †1685                         | Ippolita †post 1652                 | Ippolita †post 1652                 | Giulia                                                     | Giulia                                                                 | Carlo *1606 †1653 ⚭Antonia della Pusterla (1629)                       | Carlo *1606 †1653 ⚭Antonia della Pusterla (1629) |                                                               | | |                                                        |                                                                                             |                                                                                             |                                                     |                                                                                  |                                                                                  |                          |                          |         |         |
|                                             |                                             |                                     |                                     |                                                            |                                                                        |                                                                        |                                                  |                                                               | | |                                                        |                                                                                             |                                                                                             |                                                     |                                                                                  |                                                                                  |                          |                          |         |         |
|                                             |                                             |                                     |                                     |                                                            |                                                                        |                                                                        |                                                  |                                                               | | |                                                        |                                                                                             |                                                                                             |                                                     |                                                                                  |                                                                                  |                          |                          |         |         |
|                                             |                                             |                                     |                                     | Paolo Camillo *1629 †1689 ⚭ Anna Maria Airoldi (1658)      | Paolo Camillo *1629 †1689 ⚭ Anna Maria Airoldi (1658)                  | Pietro Antonio *1632 †1708 ⚭ Luisa Porta                               | Pietro Antonio *1632 †1708 ⚭ Luisa Porta         | Luigi †1694 ⚭ Teresa Morone Stampa                            | Luigi †1694 ⚭ Teresa Morone Stampa                                                                     | |                                                        |                                                                                             |                                                                                             |                                                     |                                                                                  |                                                                                  |                          |                          |         |         |
|                                             |                                             |                                     |                                     |                                                            |                                                                        |                                                                        |                                                  |                                                               | | |                                                        |                                                                                             |                                                                                             |                                                     |                                                                                  |                                                                                  |                          |                          |         |         |
|                                             |                                             |                                     |                                     |                                                            |                                                                        |                                                                        |                                                  |                                                               | | |                                                        |                                                                                             |                                                                                             |                                                     |                                                                                  |                                                                                  |                          |                          |         |         |
|                                             |                                             |                                     |                                     |                                                            | Giovanni Raimondo †1740 ⚭ Anna Maddalena Cavazzi della Somaglia (1699) | Giovanni Raimondo †1740 ⚭ Anna Maddalena Cavazzi della Somaglia (1699) | Gerolamo                                         | Gerolamo                                                      | | |                                                        |                                                                                             |                                                                                             |                                                     |                                                                                  |                                                                                  |                          |                          |         |         |
|                                             |                                             |                                     |                                     |                                                            |                                                                        |                                                                        |                                                  |                                                               | | |                                                        |                                                                                             |                                                                                             |                                                     |                                                                                  |                                                                                  |                          |                          |         |         |
|                                             |                                             |                                     |                                     |                                                            |                                                                        |                                                                        |                                                  |                                                               | | |                                                        |                                                                                             |                                                                                             |                                                     |                                                                                  |                                                                                  |                          |                          |         |         |
|                                             |                                             |                                     |                                     | Carlo *1695 †1768 1 ⚭ Lavinia Natta 2 ⚭ Maria Busca (1739) | Carlo *1695 †1768 1 ⚭ Lavinia Natta 2 ⚭ Maria Busca (1739)             | Paolo Camillo †1778                                                    | Paolo Camillo †1778                              |                                                               | | |                                                        |                                                                                             |                                                                                             |                                                     |                                                                                  |                                                                                  |                          |                          |         |         |
|                                             |                                             |                                     |                                     |                                                            |                                                                        |                                                                        |                                                  |                                                               | | |                                                        |                                                                                             |                                                                                             |                                                     |                                                                                  |                                                                                  |                          |                          |         |         |
|                                             |                                             |                                     |                                     |                                                            |                                                                        |                                                                        |                                                  |                                                               | | |                                                        |                                                                                             |                                                                                             |                                                     |                                                                                  |                                                                                  |                          |                          |         |         |
| 2 Anna A ⚭ Gerolamo Gambarana (1760)        | 2 Anna A ⚭ Gerolamo Gambarana (1760)        | 2 Bianca †1805 ⚭ Pietro Pietrasanta | 2 Bianca †1805 ⚭ Pietro Pietrasanta |                                                            |                                                                        |                                                                        |                                                  |                                                               | 2 Teresa *1748 †1835 ⚭ Francesco Maria Leopoldo Cicogna Mozzoni (1773) (vedi famiglia Cicogna Mozzoni) | 2 Teresa *1748 †1835 ⚭ Francesco Maria Leopoldo Cicogna Mozzoni (1773) (vedi famiglia Cicogna Mozzoni) |                                                        |                                                                                             |                                                                                             |                                                     |                                                                                  |                                                                                  |                          |                          |         |         |
|                                             |                                             |                                     |                                     |                                                            |                                                                        |                                                                        |                                                  |                                                               | | |                                                        |                                                                                             |                                                                                             |                                                     |                                                                                  |                                                                                  |                          |                          |         |         |
|                                             |                                             |                                     |                                     |                                                            |                                                                        |                                                                        |                                                  |                                                               | | |                                                        |                                                                                             |                                                                                             |                                                     |                                                                                  |                                                                                  |                          |                          |         |         |
|                                             |                                             | Carlo Pietrasanta ⚭ Fulvia Verri    | Carlo Pietrasanta ⚭ Fulvia Verri    | Carlo Francesco Cicogna Mozzoni *1774 †1781                | Carlo Francesco Cicogna Mozzoni *1774 †1781                            | Carolina Cicogna Mozzoni *1782 †1797                                   | Carolina Cicogna Mozzoni *1782 †1797             | Carlo Francesco Cicogna Mozzoni *1784 †1857 ⚭ Francesca Calvi | Carlo Francesco Cicogna Mozzoni *1784 †1857 ⚭ Francesca Calvi                                          | |                                                        | Leopoldina Cicogna Mozzoni *1786 †1874 1 ⚭ Alessandro Annoni 2 ⚭ Friedrich Wilhelm von Berg | Leopoldina Cicogna Mozzoni *1786 †1874 1 ⚭ Alessandro Annoni 2 ⚭ Friedrich Wilhelm von Berg |                                                     | Giovanni Ascanio Cicogna Mozzoni *1790 †1875 ⚭ Gaetana Cecilia Francesca Bonavia | Giovanni Ascanio Cicogna Mozzoni *1790 †1875 ⚭ Gaetana Cecilia Francesca Bonavia |                          |                          |         |         |
|                                             |                                             |                                     |                                     |                                                            |                                                                        |                                                                        |                                                  |                                                               | | |                                                        |                                                                                             |                                                                                             |                                                     |                                                                                  |                                                                                  |                          |                          |         |         |
|                                             |                                             |                                     |                                     |                                                            |                                                                        |                                                                        |                                                  |                                                               | | |                                                        |                                                                                             |                                                                                             |                                                     |                                                                                  |                                                                                  |                          |                          |         |         |
|                                             |                                             |                                     |                                     |                                                            |                                                                        |                                                                        | Cristina Cicogna Mozzoni *1838 †1917             | Cristina Cicogna Mozzoni *1838 †1917                          | Gian Pietro Cicogna Mozzoni *1839 †1917                                                                | Gian Pietro Cicogna Mozzoni *1839 †1917                                                                | 1 Francesco Annoni *1804 †1872 ⚭ Chiara Severino Longo | 1 Francesco Annoni *1804 †1872 ⚭ Chiara Severino Longo                                      | 2 Leopoldina Tamman von Berg (adottata) *1835 †1889                                         | 2 Leopoldina Tamman von Berg (adottata) *1835 †1889 | Ascanio Cicogna Mozzoni *1840 †1906 ⚭ Giuseppina Rovida                          | Ascanio Cicogna Mozzoni *1840 †1906 ⚭ Giuseppina Rovida                          |                          |                          |         |         |

### Famiglia Gambarana
|                                                              |                                                              |                                                                   |                                                        |                                                                     |                                                                     |                                               |                                              |
|                                                              |                                                              | Gaetano Gambarana *1692 †1764 ⚭ Margherita Maria Gallarati (1716) |                                                        |                                                                     |                                                                     |                                               |                                              |
|                                                              |                                                              |                                                                   |                                                        |                                                                     |                                                                     |                                               |                                              |
|                                                              |                                                              |                                                                   |                                                        |                                                                     |                                                                     |                                               |                                              |
| Daria Maria Antonia *1717 ⚭ Gaspare Carlo Ordogno de Rosales | Daria Maria Antonia *1717 ⚭ Gaspare Carlo Ordogno de Rosales | Maria *1723ca †1774 ⚭ Giovanni Pietro Lucini (1743)               | Maria *1723ca †1774 ⚭ Giovanni Pietro Lucini (1743)    |                                                                     | Gerolamo *1725 †1788 A ⚭ Anna Marliani (1760)                       | Gerolamo *1725 †1788 A ⚭ Anna Marliani (1760) |                                              |
|                                                              |                                                              |                                                                   |                                                        |                                                                     |                                                                     |                                               |                                              |
|                                                              |                                                              |                                                                   |                                                        |                                                                     |                                                                     |                                               |                                              |
| quattordici figli                                            | quattordici figli                                            | Margherita Lucini *1746 †1815 ⚭ Benedetto Arese Lucini            | Margherita Lucini *1746 †1815 ⚭ Benedetto Arese Lucini | Giuseppe Gambarana Marliani *1763 †1823 ⚭ Maria Teresa Verri (1795) | Giuseppe Gambarana Marliani *1763 †1823 ⚭ Maria Teresa Verri (1795) | Margherita Gambarana †1819 ⚭ Agostino Casati  | Margherita Gambarana †1819 ⚭ Agostino Casati |
|                                                              |                                                              |                                                                   |                                                        |                                                                     |                                                                     |                                               |                                              |
|                                                              |                                                              |                                                                   |                                                        |                                                                     |                                                                     |                                               |                                              |
|                                                              |                                                              | sette figli                                                       |                                                        |                                                                     |                                                                     |                                               |                                              |